# 癸酮
癸酮（英語：decanone），分子式C10H20O，可能指：
- 2-癸酮，CAS号：693-54-9
- 3-癸酮，CAS号：928-80-3
- 4-癸酮，CAS号：624-16-8
- 5-癸酮，CAS号：820-29-1

|  | 这个同类索引页列出了具有相同或相似标题的化学条目。 除非您是有意链接至本页，否则应将相应条目的内部链接指向正确的条目。 |